# Baignolet
Baignolet era una comuna francesa situada en el departamento de Eure y Loir, de la región de Centro-Valle de Loira, que el 1 de enero de 2016 pasó a ser una comuna delegada de la comuna nueva de Éole-en-Beauce al fusionarse con las comunas de Fains-la-Folie, Germignonville y Viabon.

## Demografía
| Gráfica de evolución demográfica de Baignolet entre 1800 y 2013 |
|                                                                 |

Los datos demográficos contemplados en este gráfico de la comuna de Baignolet se han cogido de 1800 a 1999 de la página francesa EHESS/Cassini, y los demás datos de la página del INSEE.